# Angelika Werthmann
Angelika Werthmann (n. 7 noiembrie 1963, Schwarzach im Pongau⁠(d), Salzburg, Austria – d. 17 octombrie 2019) a fost o politiciană austriacă, fostă membră a Parlamentului European în perioada iulie 2009 - iulie 2014. În perioada 4 iulie 2012 - 7 aprilie 2014 ea fiind membră a Grupului Liberal din Parlamentul European.

## Educație și carieră
Angelika Werthmann a studiat filologia la Universitatea Paris-Lodron din Salzburg, iar la sfârșitul studiilor sale a primit titlul de "Mag. phil.". Începând cu 1989, A. Werthmann a lucrat în sistemul de învățământ, iar mai târziu, printre altele, în calitate de traducător și interpret în domenii specializate precum - economie, medicină și turism.

## Politică
La alegerile europene din 2009, Angelika Werthmann a candidat pe "Lista Hans Peter Martin" ocupând locul trei. H. P. Martin, cât și ceilalți doi membri ai listei nu fac parte din nici un grup din Parlamentul European. Rapoartele mass-media au scris despre o presupusă scrisoare de renunțare adresată Dnei Werthmann și conform căreia ea ar fi trebuit să renunțe la scaunul de parlamentar. Cu toate acestea, Werthmann ar fi refuzat să semneze renunțarea. În iulie 2010, Angelika Werthmann a părăsit delegația listei Hans Peter Martin, după care a intrat în conflict cu Dl. H.P. Martin, motivul invocat fiind lipsa de transparență în finanțele partidului.
Pe 5 iulie 2012, Werthmann s-a alăturat grupului liberal (ALDE) din Parlamentul European. Forumul Liberal planificase candidatura la alegerile europene din 2014 cu Dna. Werthmann în fruntea listei. La 27 martie 2014 Werthmann a anunțat că va candida ca și independent pe lista partidului "Alianța pentru Viitorul Austriei" (BZÖ), ca urmare Werthmann fiind exclusă din grupul ALDE. Dr. Ulrike Haider-Quercia, candidata nr. 1 pe lista partidului BZÖ pentru alegerile europene din 2014, a renunțat la candidatura ei. Ca urmare Angelika Werthmann a participat la alegerile europene din 2014 pentru partidul din Austria, BZÖ cu propria sa listă independenta - "Lista Mag. Werthmann", ocupând primul loc pe acesta. Cu toate acestea, "Alianța pentru Viitorul Austriei" nu a fost realeasă în parlament în timpul alegerilor europene care au avut loc pe 25 mai 2014.

## Activitate parlamentară
Angelika Werthmann este membră a comisiei pentru petiții, comisiei pentru bugete și a delegației pentru relațiile cu țările din Asia de Sud. De asemenea, ea este membră a comisiei pentru drepturile femeilor și egalitatea de gen. Mai mult, Angelika Werthmann a elaborat două rapoarte, în calitate de raportor și a fost implicată în calitate de raportor alternativ pentru alte nouă rapoarte. Mai mult, Werthmann a scris 27 de avize și 37 de propuneri (comune) de rezoluție. În cursul celei de a 7-tea perioade legislative, Werthmann a formulat și adresat 616 de întrebări parlamentare Comisiei Europene, Consiliului European și Înaltului Reprezentant.
În ceea ce privește activitatea sa în comisia pentru bugete , Angelika Werthmann s-a concentrat asupra următoarelor domenii: economie, investiții financiare ca măsura a reducerii șomajului, educație și mobilitate, învățarea pe tot parcursul vieții, sănătate și Fondul european de ajustare la globalizare. În plus, ea a lucrat în calitate de raportor pentru următoarele documente: "propunerea de regulament al Parlamentului European și al Consiliului de instituire a unui program de sănătate pentru creștere economică, al treilea program multianual de acțiune a UE în domeniul sănătate pentru perioada 2014-2020" , "propunerea de regulament al Parlamentului European și al Consiliului de modificare a Statutului Curții de Justiție a Uniunii Europene" , "propunerea de directivă a Consiliului de modificare a Directivei 2003/96/CE privind restructurarea cadrului comunitar de impozitare a produselor energetice și a electricității". În martie 2013 a scris raportul "cu privire la propunerea de decizie a Parlamentului European și a Consiliului privind mobilizarea Fondului european de ajustare la globalizare, în conformitate cu punctul 28 din Acordul interinstituțional din 17 mai 2006 dintre Parlamentul European, Consiliu și Comisie privind disciplina bugetară și buna gestiune financiară (cererea EGF/2011/016 IT / Agile din Italia)".
Angelika Werthmann, a lucrat în calitate de raportor alternativ pentru raportul bugetului European pe anul 2015. Ea a fost primul europarlamentar care a propus în plen, cu succes de altfel, un amendament în favoarea cetătenilor fără loc de muncă din generația 50 +.
În poziția ei ca un membru al comisiei pentru petiții, Werthmann ia poziție pentru situația drepturilor omului, pentru petiționari din Austria dar și din alte state europene. Activitatea ei principală este axată in jurul copiilor, adolescenților, persoanelor cu deficiențe de vedere, persoanelor afectate de probleme de mediu (cum ar fi cazul "Ley de Costas" din Spania). În calitate de lider al grupului de lucru pentru legea de coastă spaniolă, ea a reușit, în colaborare cu colegii ei din diferite state membre, să ilustreze situația cetătenilor europeni afectați de aceste probleme de mediu. După efectuarea unei vizite de constatare în Spania, unde au avut loc întâlniri la care au participat reprezentanți ai guvernului spaniol, autoritățile locale, ONG-urile și persoanele afectate înșiși, s-a întocmit un "document de lucru privind deliberările delegației, privind drepturile de proprietate spaniolă și a Legii 1988 de coastă, inclusiv, 21 - 22 martie 2013", care prezintă evoluțiile referitoare la petițiile înaintate în cazul "Ley de Costas."
În iunie 2013, Werthmann fost lider al delegației de la Copenhaga, ale cărui rezultate au fost publicate în "documentul de lucru privind vizita de constatare a faptelor în Danemarca de la 20-21 iunie 2013". Scopul acestei vizite de constatare a fost acela de a constata faptele și pentru a asculta toate părțile interesate, inclusiv petiționarii, cu privire la experiențele avute cu autoritățile administrative, politice și judiciare daneze, care se ocupă de aceste cazuri și care ating subiecte, precum siguranța copiilor, custodie, îngrijirea copiilor, răpirea copiilor. Toate informațiile au fost aduse în atenția Comisiei pentru petiții de (foști) parteneri/soți ai cetățenilor danezi, iar încălcarea drepturilor umane de bază, a copiilor și femeilor pot fi urmărite până la "Legea privind răspunderea părintească." Aceste încălcări ale drepturilor au fost experimentate în 90% din cazuri de către femei și mame de origine daneză, iar în restul de 10% din cazuri de către femei, mame precum și tați de origine non-daneză. În februarie 2014, înainte de sfârșitul perioadei legislative, mai multe părți părintești implicate au vorbit în fața comisiei pentru petiții pentru a doua oară.
În cadrul comisiei pentru drepturile femeii și egalitatea de gen, Angelika Werthmann s-a impus în special pentru egalitatea de șanse între bărbați și femei la locul de muncă și pentru o remunerație egală pentru aceeași muncă. Mai mult, ea a scris raportul privind "femeile cu handicap." Un alt subiect important acoperit de către Angelika Werthmann este lupta împotriva mutilării genitale a femeilor. Această  încălcare crudă a drepturilor omului, precum și a drepturilor de sex feminin a fost abordată în Londra, la London City Hall, în data de 18 aprilie 2014. În cadrul acestui eveniment, organizat de către "United Against Mutilarea genitala a femeilor", mulți politicieni de rang înalt, printre care și Angelika Werthmann, au vorbit împotriva acestei practici inumane.
Declarația scrisă pe "Epilepsia" inițiată de către Angelika Werthmann și alți 4 membri ai parlamentului a primit sustinerea din partea a 459 de parlamentari europeni  și a fost astfel unul dintre cele mai de succes proiecte din istoria declarațiilor scrise.
Angelika Werthmann este de asemenea membră a "delegația pentru relațiile cu țările din Asia de Sud". Prin urmare, în cursul unei reuniuni de informare de două zile de la Bruxelles, Angelika Werthmann s-a întâlnit cu participanți ai delegației din Bhutan, Bangladesh, India și Pakistant pentru a discuta despre situația socio-economică a țărilor, fiind abordate însă și alte subiecte de interes comun, cum ar fi drepturile omului și drepturile femeilor din aceste țări. Acest "dialog de liber schimb între Asia de Sud și Uniunea Europeană" a fost organizat de Fundația Friedrich Naumann.
Începând cu toamna anului 2012, Angelika Werthmann este membră a delegației pentru relațiile cu Elveția și Norvegia, la Comisia parlamentară mixtă UE-Islanda și la Comisia parlamentară mixtă a Spațiului Economic European (SEE). De asemenea, începând cu vara anului 2012, ea a fost și membră a delegației Uniunii Europene în Republica Croația. În plus, Werthmann a fost membră a delegației pentru relațiile cu Statele Unite ale Americii din 12 noiembrie 2013 până în data de 7 aprilie 2014.
Începând cu toamna anului 2009, Angelika Werthmann face parte din "grupul de contact la nivel înalt pentru relațiile cu comunitatea turcă cipriotă din partea de nord a insulei - (CYTR)" și sprijină eforturile depuse de comisia pentru persoane dispărute și percepția drepturilor omului, cum ar fi libertatea religioasă în Cipru. Atunci când este posibil, Angelika Werthmann își investește timpul în mod activ pentru gasirea unei soluții diplomatice în conflictul din Cipru.